# Monumento a Nicola I
Il monumento a Nicola I è una statua equestre dedicata al Nicola I di Russia scoperta il 7 luglio 1859. La scultura fu realizzata con tecniche strabilianti per l'epoca: fu la prima statua in Europa a essere realizzata con due soli punti d'appoggio (le due zampe retrostanti del cavallo), unico esempio del genere fino alla statua del presidente statunitense Andrew Jackson del 1952.

## L'opera
Il monumento neobarocco dedicato allo zar Nicola I di Russia fu disegnato dall'architetto francese Auguste de Montferrand nel 1856.
Quando egli pianificò la ristrutturazione di Piazza Sant'Isacco nel 1843 egli stava nel contempo curando anche la sistemazione di altre piazze importanti di San Pietroburgo come la Piazza del Palazzo (terminata nel 1843) e la Piazza del Senato (terminata nel 1849), ove già però dominavano statue degli imperatori Pietro I e Alessandro I.
Come per tradizione, de Montferrand voleva costruire un monumento anche nella nuova piazza, per unire i differenti stili architettonici degli edifici già sul posto.

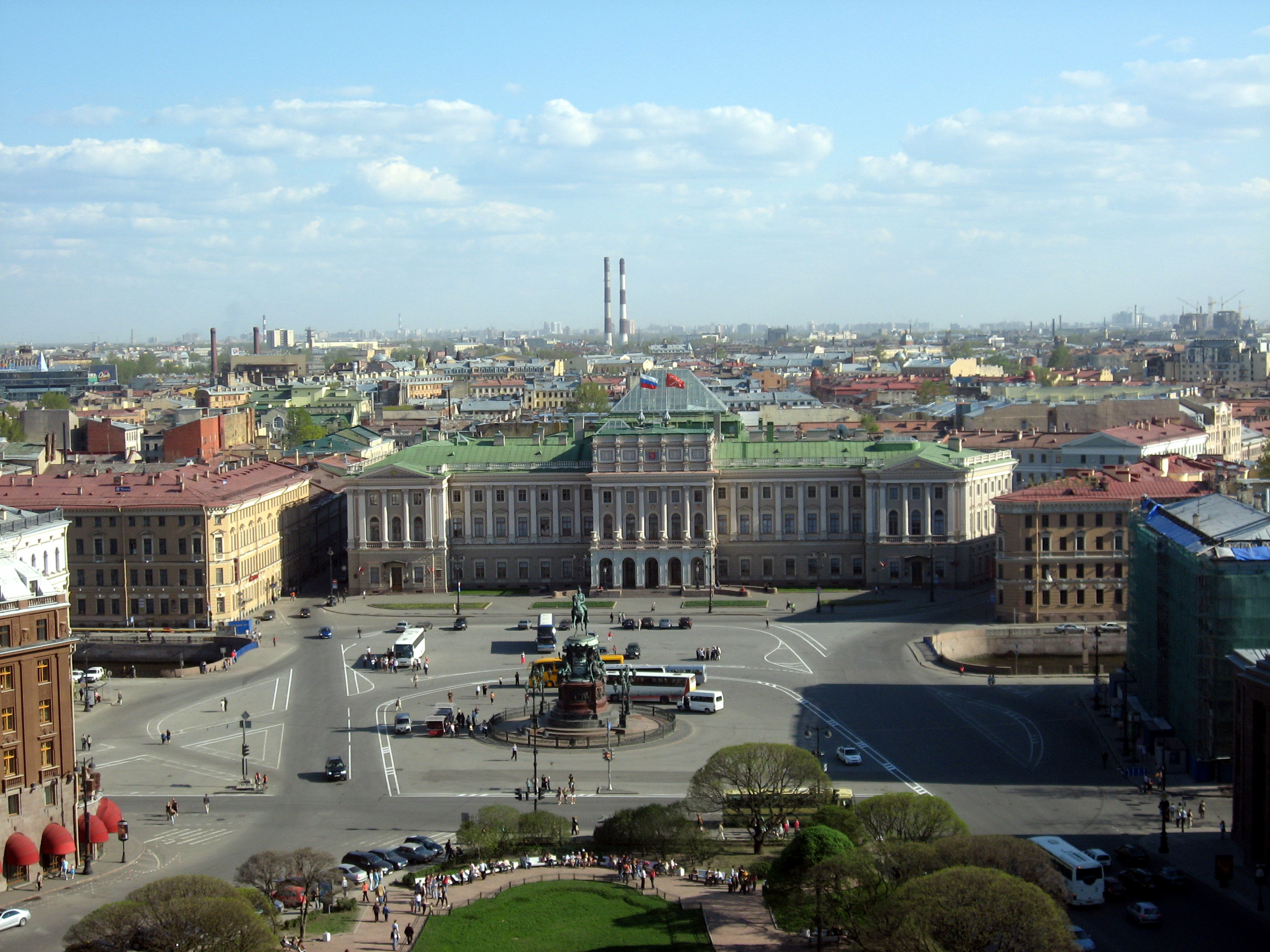
Piazza Sant'Isacco con la Cattedrale di Sant'Isacco. Al centro il monumento a Nicola I.

Su richiesta personale del suo successore Alessandro II, Nicola fu rappresentato nella scultura come un cavaliere rampante, "nelle vesti militari di modo che l'ultimo zar potesse sembrare più maestoso". Sulla base si trovano statue allegoriche modellate dalle figlie di Nicola I che rappresentano le virtù. La statua si trova di fronte alla Cattedrale di Sant'Isacco, con la parte posteriore del cavallo rivolta verso il Palazzo Mariinskij di proprietà della granduchessa Maria Nikolayevna di Russia, figlia di Nicola I, che tanto considerò questo gesto come un affronto personale del fratello nei suoi confronti.
Il monumento rappresenta Nicola I, un governante russo tra i più determinati assolutisti, come una potente figura militare. Il periodo del suo regno fu denso del resto di avvenimenti militari, sebbene egli non mancasse di badare profondamente all'estetica dei propri soldati. Il monumento illustra inoltre le attività dello zar in campo sociale: Nicola I fu per molti anni a capo del reggimento Konnogvardejsky, del quale egli veste anche l'uniforme.
Gli storici ed i critici dell'Unione Sovietica erano soliti considerare l'opera come un monumento dallo stile composito, i cui vari elementi non erano ritenuti in grado di combinarsi armonicamente per formare una composizione uniforme:
- I rilievi del piedistallo e la statua equestre non sono subordinati ad un'idea uniforme ed in qualche misura si contraddicono
- Le forme pesanti del monumento si scontrano coi dettagli raffinati della statua nella parte superiore.

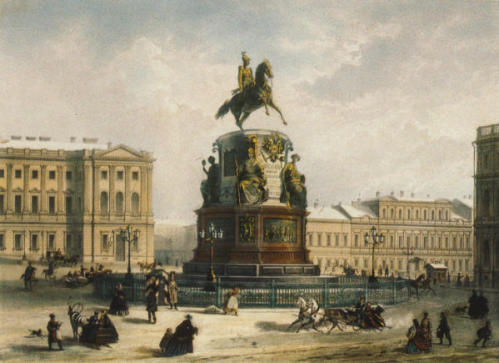
Il monumento è citato in molte opere letterarie, tra cui la novella Petersburg di Andrei Bely.

Del monumento furono rilevati, tuttavia, anche aspetti positivi:
- La composizione rispondeva al desiderio di completare uno spazio vuoto in una piazza come era accaduto in altre piazze importanti della città
- Il monumento fu realizzato da mani esperte, in maniera professionale, con elementi indubbiamente di grande valore artistico.

### Leggende connesse alla statua
I contemporanei hanno notato come Pietro il Grande fosse l'idolo a cui si ispirava Nicola I.
La ballerina Mathilde Kschessinska (1872-1971) che fu una delle favorite di Nicola II ottenne il Palazzo Mariinskij come residenza. Ella notò come da quando la statua era stata costruita, lo zar Alessandro II e lo zar Alessandro III erano stati uccisi di morte violenta e questo aveva portato a sospetti che tale sorte potesse ricadere anche su Nicola II.
Studiosi odierni hanno anche notato come la statua di Pietro I, detta "Il cavaliere di bronzo", sia posta come quella di Nicola I ad un'identica distanza dalla Cattedrale di Sant'Isacco, il che ha portato a curiosi modi di dire come "Kolya (Nicola) e Petia (Pietro) si danno la caccia, ma la Cattedrale di Isacco) disturba!" (Коля Петю догоняет, да Исакий мешает!).
Vi è anche una leggenda urbana che vuole che il giorno successivo alla scopertura del monumento, sotto uno zoccolo del cavallo sia stata trovata una tavoletta di legno con la scritta "non sfuggirai!".

## La costruzione del monumento
Nel primo anniversario della morte dello zar Nicola I (nel febbraio del 1856) Alessandro II aveva dato inizio alla progettazione di un monumento da dedicare a suo padre. L'architetto Montferrand aveva ricevuto la commissione di presentare "le ragioni circa il monumento a Nicola I". Nel maggio del 1856 il progetto di Montferrand fu confermato e nel giugno di quello stesso anno iniziò l'installazione della base del monumento così definita: "di fronte al palazzo Mariinsky, di fronte alla cattedrale di Sant'Isacco".

### Il cavallo
Per creare questo monumento furono utilizzate diverse figure di modello. Il modello definitivo per il cavallo fu commissionato dallo zar in persona al suo scultore preferito, Peter Klodt. Lo schizzo iniziale realizzato da quest'ultimo rappresentava un cavaliere a cavallo in posa statica. L'autore aveva pensato con questo di rappresentare grazie alla mimica ed ai gesti, il carattere reale dell'imperatore ma questo progetto fu rigettato da Montferrand in quanto esso male si adattava al complesso spaziale in cui la statua andava inserita.
Klodt creò dunque un nuovo schizzo con il cavallo in movimento, rampante sulle zampe posteriori, una raffigurazione più originale e soprattutto che dava l'impressione del movimento e della forza della composizione. Per dar forma ad un primo lavoro, lo scultore dovette calcolare precisamente il peso della scultura per calibrare i punti di appoggio della statua.
Sulla base del disegno di Montferrand, lo scultore Robert Salemann aveva eseguito il disegno del monumento "in scala 1/8 con tutte le parti architettoniche e gli ornamenti".
Questa variante fu bene accetta dall'architetto e dall'imperatore ed il modello originario in bronzo si trova ancora oggi al Museo della scultura cittadina.

### Base della statua
Sull'altorilievo alla base della statua, si trovano alcuni episodi chiave dei trent'anni di regno di Nicola I
- 14 dicembre 1825: su di un rilievo il giovane imperatore sopprime la rivolta dei decembristi, ponendo i soldati al comando del suo figlio e successore (futuro zar Alessandro II). L'autore è lo scultore Ramazanov che realizzò l'altorilievo presso l'Accademia Imperiale delle Arti sotto la direzione di Peter Klodt.[1]

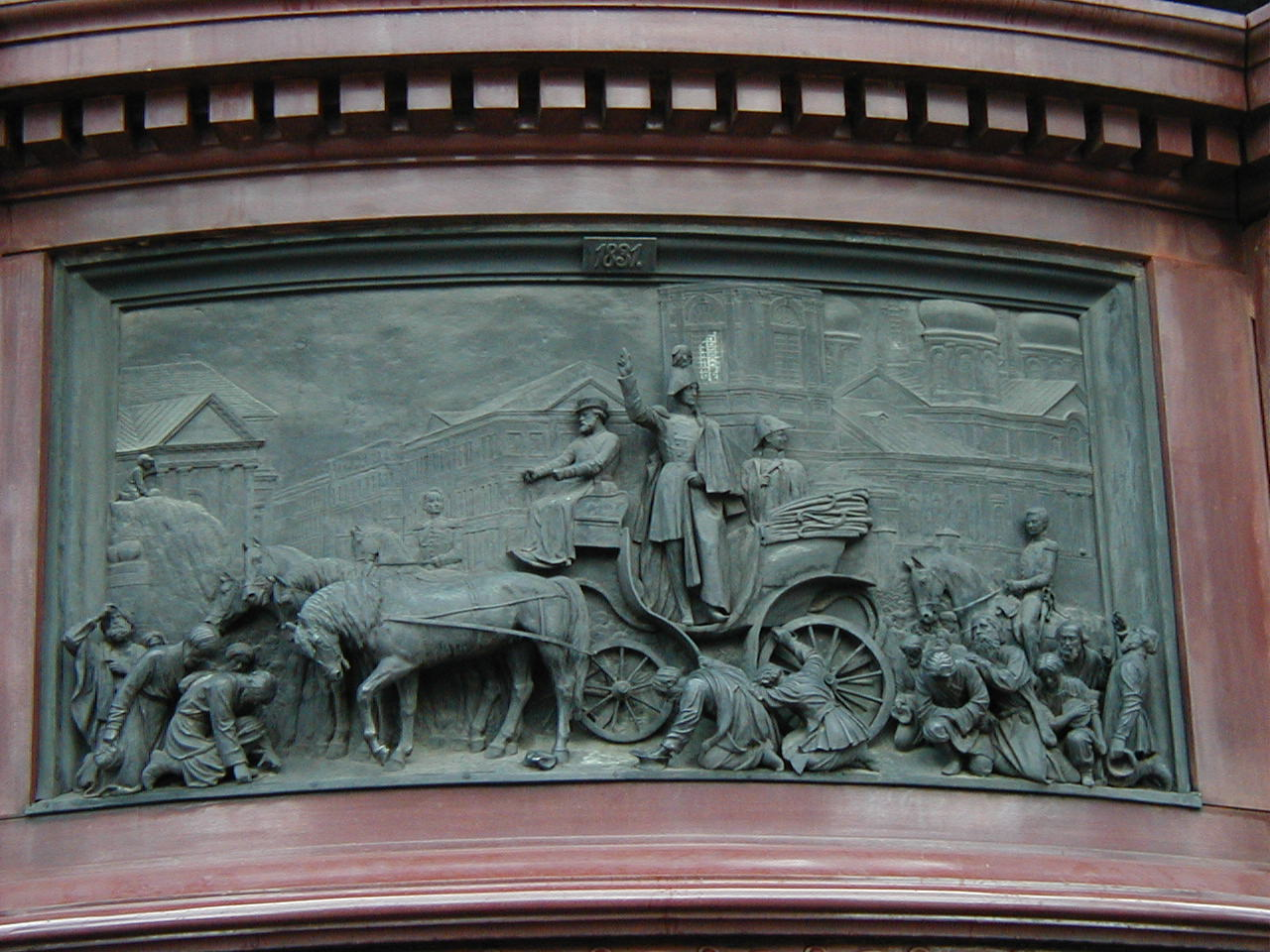
Nicola I pacifica lo scoppio del colera. Scultore Ramazanov.

- 14 febbraio 1831: il rilievo di sinistra rappresenta Nicola I che giunge il 14 febbraio 1831 nella Piazza Sennaja, dopo aver bloccato un'epidemia di colera. L'autore è lo scultore Ramazanov che realizzò l'altorilievo presso l'Accademia Imperiale delle Arti sotto la direzione di Peter Klodt.[1] Nella rappresentazione vi sono alcuni errori storici:
  - In primo luogo l'imperatore non pacificò lo scoppio del colera, egli arrivò ad azioni concluse
  - In secondo luogo, gli eventi rappresentati specificatamente non si riferiscono al 14 febbraio bensì al 22 giugno 1831

Questi errori furono già evidenziati dall'opera del marchese de Custine "La Russie en 1839", nel quale si arrivò a confondere l'epidemia di colera del 1831 con un episodio del 1825 (rivolta decembrista). Il ricercatore russo Nikolay Shilder ha dimostrato questi errori in una sua opera.
- 20 gennaio 1833 o Consegna del Codice di Leggi al conte Mikhail Speransky: certifica la concessione appunto di un primo codice legislativo da parte dello zar Nicola I. Lo zar in segno di riconoscenza si toglie la fascia dell'Ordine di Sant'Andrea. Fu in gran parte grazie all'opera di Speransky che il nuovo codice di leggi fu introdotto nel gennaio del 1835 durante il regno di Nicola I, marcando una pietra miliare nella storia russa. La data specifica la sigla del decreto vero e proprio. L'autore è lo scultore Salemann, con altorilievi realizzati con tecnica galvanica del duca Massimiliano di Leuchtenberg.[1]
- 13 novembre 1851: l'imperatore sovrintende la costruzione del Ponte Verebinsky nell'ambito della ferrovia Mosca-San Pietroburgo. L'autore è lo scultore Ramazanov, altorilievi realizzati con tecnica galvanica del duca Massimiliano di Leuchtenberg.[1]

Sugli angoli del piedistallo si trovano figure allegoriche della giustizia, della forza, della saggezza e della fede secondo disegni realizzati dall'imperatrice Alexandra Feodorovna e dalle sue figlie, le granduchesse Alexandra, Maria e Olga.
I maestri scultori russi Nicholas Ramazanov e Robert Salemann disegnarono il piedistallo del monumento. Salemann scolpì anche le quattro figure femminili allegoriche che ornano il piedistallo, che è costituito da una grande piattaforma di granito rosso finlandese a tre gradinate. La parte più bassa è in porfido. La parte centrale, ricavata da un unico blocco di granito rosso, è decorata con bassorilievi in bronzo. La parte finale del piedistallo è realizzata ancora in porfido. Il piedistallo del cavallo è realizzato in marmo di Carrara.
La base della statua è inoltre decorata con quattro lanterne a piantana disegnate da Montferrand ed eseguite poi in progetto dall'architetto Robert Veigelt.

## Sicurezza e restauri
Il monumento è rimasto inalterato nel corso dei secoli ed ha oltrepassato molti traumatici eventi senza il minimo danno, al contrario di molte altre sculture, in particolare quelle legate al periodo zarista dopo la rivoluzione russa del 1917.
La statua fu probabilmente sempre rispettata per il grande lavoro d'ingegneria che vi era stato applicato per la realizzazione e l'unica parte asportata fu una cancellata installata nel 1860 che fu rimossa nel 1940. Durante la Seconda guerra mondiale, per preservarlo dai danni dei bombardamenti, il monumento fu ingabbiato con una serie di tavole di legno e sacchi di sabbia.
Tra il 1987 ed il 1988 per la prima volta il monumento fu restaurato. I restauratori riuscirono a realizzare una piccola apertura nel corpo del cavallo di modo da sondare lo scheletro interno del monumento, utilizzando anche un esame a raggi gamma per sondare la durabilità della base del monumento e dei suoi punti di appoggio. Tutti i frammenti perduti furono ricostruiti con inserti in bronzo, granito, marmo o altri materiali.
Nel 1991-1992 i restauratori aggiunsero anche una nuova cancellata su modello di quella antica.
Nel 2009 il museo della scultura cittadino ha promosso un sondaggio d'ispezione alla base della statua per verificare la tenuta dei restauri effettuati decenni prima, promuovendone nel contempo di nuovi.